# Joaquim Rodrigo
Joaquim José Rodrigo (Lisboa, 7 de Julho de 1912, - Lisboa, 18 de Janeiro de 1997) foi um engenheiro silvicultor e pintor português.

## História
Autodidacta, tardiamente chegado à pintura, expôs a partir de 1951, nas Gerais, um expressionismo incipiente e desligado de compromissos com a estética neo-realista. A partir de 1954 e até ao final da década irá desenvolver e definir uma pintura de consciencialização geométrica rigorosa, em muito influenciada por Mondrian. O ano de 1961 marca, porém, nova mudança no seu percurso, curiosamente coincidente com o movimento da arte pop americana e uma nova figuração emergente na Europa,de que não podia ter conhecimento. Praticou durante cinco anos a «arte bruta», numa prática de fixação do real em termos simbólicos, de experiência quotidiana ou de memória viajada.

## Atividade como engenheiro silvicultor
Em conjunto com o Eng. Silv. Jorge Gomes de Amorim e o Arq. Keil do Amaral, a partir de 1938 projetou e executou a arborização do Parque Florestal de Monsanto, tendo-se aposentado dos quadros da Câmara Municipal de Lisboa em 1974.

## Prêmios e museus
Recebeu em 1982 o Prémio Nacional de Artes Plásticas / AICA. Encontra-se representado no Museu do Chiado e no Museu da Fundação Gulbenkian.